# Iwane-Puste
Iwane-Puste (ukrainisch Іване-Пусте; russisch Иване-Пусте Iwane-Puste, polnisch Iwanie Puste) ist ein Dorf in der Oblast Ternopil im Westen der Ukraine.

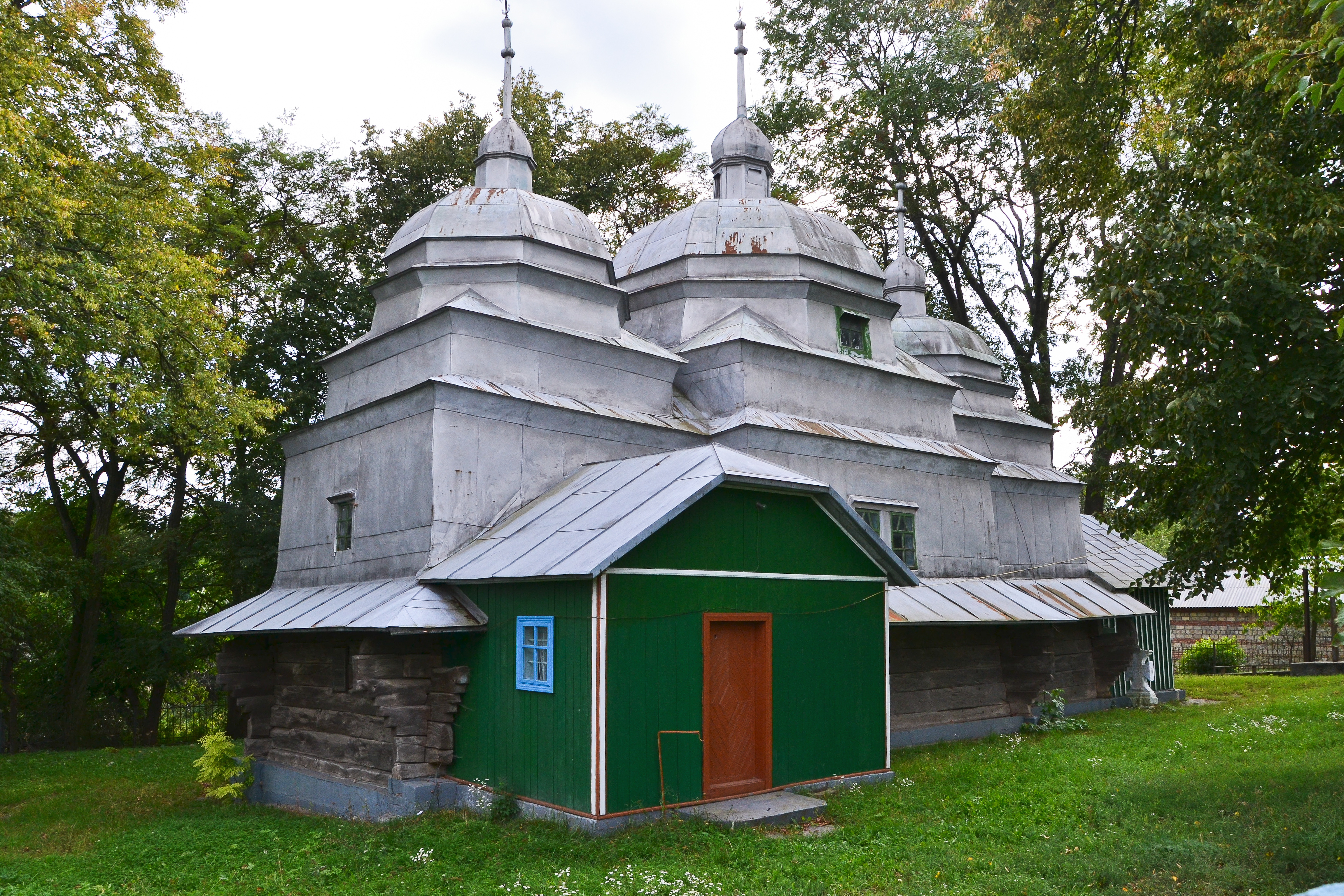
Kirche im Ort

Der Ort liegt etwa 110 Kilometer südlich der Oblasthauptstadt Ternopil und 50 Kilometer südwestlich der Rajonshauptstadt Tschortkiw, das Flüsschen Dswina (Дзвіна) entspringt nördlich des Ortes.
Der Ort wurde im 16. Jahrhundert zum ersten Mal schriftlich erwähnt, lag zunächst in der Adelsrepublik Polen-Litauen, Woiwodschaft Podolien und kam 1772 als Puste Iwanie zum damaligen österreichischen Kronland Galizien. Zwischen 1810 und 1815 war er kurzzeitig innerhalb des Tarnopoler Kreises ein Teil des Russischen Kaiserreiches.
Nach dem Ende des Ersten Weltkrieges kam der Ort als Iwanie Puste zur Polnischen Republik (in die Woiwodschaft Tarnopol, Powiat Borszczów, Gmina Germakówka), wurde im Zweiten Weltkrieg 1939 bis 1941 von der Sowjetunion und dann bis 1944 von Deutschland besetzt und hier in den Distrikt Galizien eingegliedert.
Nach dem Ende des Krieges wurde der Ort der Sowjetunion zugeschlagen, dort kam das Dorf zur Ukrainischen SSR und ist seit 1991 ein Teil der heutigen Ukraine.
1898 wurde westlich des Ortes der Endbahnhof der Bahnstrecke Horischnja Wyhnanka–Iwane-Puste eröffnet.

## Gemeinde
Am 12. Juni 2020 wurde das Dorf zum Zentrum der neugegründeten Landgemeinde Iwane-Puste (Іване-Пустенська сільська громада Iwane-Pustenska hromada). Zu dieser zählten noch die 3 in der untenstehenden Tabelle aufgelisteten Dörfer, bis dahin bildete es die Landratsgemeinde Iwane-Puste (Іване-Пустенська сільська рада/Iwane-Pustenska silska rada) im Süden des Rajons Borschtschiw.
Am 17. Juli 2020 wurde der Ort ein Teil des Rajons Tschortkiw.
Folgende Orte sind neben dem Hauptort Iwane-Puste Teil der Gemeinde:
| Name                     | Name       | Name                    | Name       | Name |
| ukrainisch transkribiert | ukrainisch | russisch                | polnisch   |      |
| ------------------------ | ---------- | ----------------------- | ---------- | ---- |
| Hermakiwka               | Гермаківка | Гермаковка (Germakowka) | Germakówka |      |
| Pylyptsche               | Пилипче    | Пилипче (Piliptsche)    | Filipkowce |      |
| Salissja                 | Залісся    | Залесье (Salessje)      | Zalesie    |      |